# タンベラン諸島
座標: 北緯1度00分 東経107度30分 / 北緯1.000度 東経107.500度
タンベラン諸島（タンベランしょとう Tambelan Archipelago）は、インドネシア領の諸島。南シナ海南部にあり、ボルネオ島からは約140km西側沖合いに位置する。リアウ諸島州に属し、タンベラン島(Tambelan)やベヌア島(Benua)等の小島嶼からなる。